# Uwe Mares
Uwe Horst Konrad Mares (Hamburgo, 8 de mayo de 1942) es un deportista alemán que compitió para la RFA en vela en las clases Finn y Star.
Ganó dos medallas en el Campeonato Mundial de Finn, bronce en 1967 y plata en 1968, y una medalla de bronce en el Campeonato Europeo de Finn de 1968. Además, obtuvo una medalla de bronce en el Campeonato Europeo de Star de 1978.

## Palmarés internacional
| Campeonato Mundial | Campeonato Mundial       | Campeonato Mundial | Campeonato Mundial |
| Año                | Lugar                    | Medalla            | Clase              |
| ------------------ | ------------------------ | ------------------ | ------------------ |
| 1967               | Hanko (Finlandia)        | Medalla de bronce  | Finn               |
| 1968               | Whitstable (Reino Unido) | Medalla de plata   | Finn               |
| Campeonato Europeo |                          |                    |                    |
| Año                | Lugar                    | Medalla            | Clase              |
| 1968               | Medemblik (Países Bajos) | Medalla de bronce  | Finn               |

| Campeonato Europeo | Campeonato Europeo       | Campeonato Europeo | Campeonato Europeo |
| Año                | Lugar                    | Medalla            | Clase              |
| ------------------ | ------------------------ | ------------------ | ------------------ |
| 1978               | Medemblik (Países Bajos) | Medalla de bronce  | Star               |